# Zdenko Denny Vrandečić
Zdenko „Denny“ Vrandečić (Stuttgart, 27. veljače 1978.) hrvatski je informatičar, koprogramer Semantic MediaWikija, Wikipodataka i inicijator-voditelj projekta Apstraktna Wikipedija. Radi u Zakladi Wikimedija kao voditelj posebnih projekata i strukturiranog sadržaja te živi na zaljevskom području San Francisca u SAD-u.

## Biografija
Vrandečić je pohađao gimanziju Geschwister-Scholl u Stuttgartu, a od 1997. studirao je informatiku i filozofiju na Sveučilištu u Stuttgartu. Doktorirao je 2010. na Karlsruhe Institute of Technologyju (KIT), gdje je bio znanstveni suradnik u Knowledge Management Research Groupu u Zavodu za primijenjenu informatiku i formalni opis jezika (AFIB) s Rudijem Studerom, od 2004. do 2012. Godine 2010. bio je na Sveučilištu Južne Kalifornije (ISI).
Vrandečić je uključen u baze znanja, rudarenje podatcima, masivnu internetsku suradnju i semantičku mrežu. Od 2012. do 2013. bio je voditelj projekta za Wikipodatke u Wikimedia Germanyju. S Markusom Krötzschom (koji je također dugo bio u KIT-u u grupi za upravljanje znanjem), surazvijenik je Semantic MediaWikija (SMW), što je također bilo nadahnuće za Wikipodatke.
Vrandečić je radio na Google Knowledge Graphu, bazi znanja kojom se Google koristi za sastavljanje rezultata dobivenih uporabom njegove tražilice sa semantičkim informacijama iz različitih izvora. U rujnu 2019. Vrandečić je objavio da preuzima novu ulogu u Googleovu razvojnom odjelu kao wikimedijanac u rezidenciji, a zadatak mu je objasniti ostalim zaposlenicima kako funkcioniraju Wikimedijini projekti. U srpnju 2020. napustio je Google kako bi se pridružio Zakladi Wikimedija, gdje je od tada bio uključen u izgradnju Abstract Wikipedije, novog sestrinskog projekta Wikipedije. Cilj mu je koristiti se strukturiranim podatcima iz Wikipodataka za stvaranje višejezične, strojno upravljane platforme znanja.
Jedan je od osnivača i administratora Wikipedije na hrvatskome jeziku. Godine 2008. bio je voditelj znanstvenog programa Wikimanija.
Vrandečić je 2015. i 2016. izabran u upravni odbor Wikimedijine zaklade.
Ima hrvatsko i američko državljanstvo.

## Publikacije
- s Markusom Krötzschom : Wikidata: besplatna suradnička baza znanja. U: Komunikacije ACM-a, Band 57, Nr. 10, 2014, S. 78–85.
- s M. Völkelom, M. Krötzschom, H. Hallerom, R. Studerom: semantička wikipedia. U: Zbornik radova s 15. međunarodne konferencije na World Wide Webu, 2006., S. 585–594
- s Markusom Krötzschom, M. Völkerom, H. Hallerom, R. Studerom: semantička wikipedia. U: Journal of Web Semantics, Band 5, 2007, S. 251–261
- s A. Ankolekar, T. Tran, M. Krötzsch: Dvije kulture: Mashing up Web 2.0 i Semantic Web. U: Zbornik sa 16. međunarodne konferencije o svjetskoj mreži, 2007., S. 825–834
- s Markusom Krötzschom: Semantički mediawiki. U: Temelji za mrežu informacija i usluga. Springer, 2011, S. 311–326
- Uspon Wikipodataka. U: IEEE Inteligentni sustavi, Band 28, 2013, S. 90–95
- Hvatanje značenja: Prema apstraktnoj Wikipediji. ISWC 2018
- Urednik s drugima: Semantički web. ISWC 2018: 17. međunarodna semantička web konferencija, Monterey 2018, Springer 2018
- Urednik s drugima: Semantički web. ISWC 2014: 13. međunarodna konferencija o semantičkom webu, Riva del Garda 2014, Springer 2014
- Arhitektura višejezične wikipedije, Arxiv, 8. Travnja 2020

## Vanjske poveznice
- Biografija  Arhivirana inačica izvorne stranice od 13. kolovoza 2020. (Wayback Machine) na KIT-u